# 米哈伊尔·赫鲁尼切夫
米哈伊尔·瓦西里耶维奇·赫鲁尼切夫（俄语：Михаил Васильевич Хруничев，1901年—1961年）是苏联机械工程师，政治人物。工程兵技术中将。社会主义劳动英雄。

## 生平
1901年生于葉卡捷琳諾斯拉夫省顿巴斯附近的一个工人家庭。早年在矿厂工作。1920年参加红军。1921年加入俄共（布）。
曾长期在兵工厂工作。1932年毕业于乌克兰工业学院，1935年进入工业人民委员部工作。1936年成为泽列诺多尔斯克第184号兵工厂厂长。1937年被召至莫斯科，历任国防工业副人民委员、航空工业副人民委员、枪支弹药第一副人民委员。1945年获授社会主义劳动英雄称号。
1946年3月至1953年3月担任苏联航空工业部部长。1953年3月至1955年2月担任中型机械工业部第一副部长。1955年2月28日至1956年12月25日担任苏联部长会议副主席。1956年12月25日至1957年5月10日担任苏联国家经济委员会副主席（部长级别）。1961年4月8日开始担任苏联部长会议副主席兼科学研究工作协调委员会主席。
1961年6月2日去世。葬于克里姆林宮紅場墓園。

## 轶闻
- 赫鲁尼切夫是1958年10月17日卡納什空難事故原因调查委员会主席[5]。

## 纪念
- 赫鲁尼切夫国家航天科研生产中心